# Grondwatermeter
De grondwatermeter is een buis met een schaalverdeling, een meetinstrument, waarop af te lezen valt hoe diep het grondwater onder het maaiveld staat. Een vergelijkbaar instrument is de peilbuis, maar deze heeft een iets andere functie.
In het kader van het project Water in de Peiling zijn op tientallen plaatsen in Nederland grondwatermeters geplaatst. Bij de meters staan borden met toelichtingen die de werking van het instrument verklaren en men kan aflezen of de grondwaterwaterstand te hoog is (natte voeten), of te laag (verdroging). Afhankelijk van de plaats heeft elk instrument een andere schaalverdeling. De educatieve grondwatermeter is een project uit 1999 van de kunstenaar Martin Borchert.

## Voorbeeld

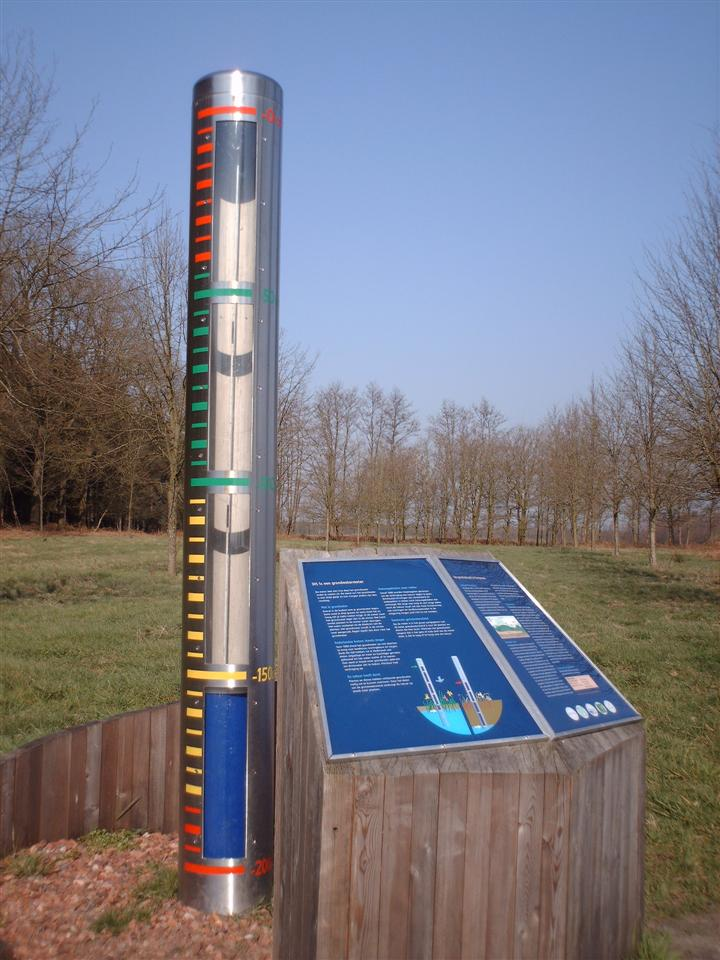
Grondwatermeter langs fietspad De Fuotpaden bij Oranjewoud

De grondwatermeter van de foto, langs het fietspad De Fuotpaden in de omgeving van Brongerga op de coördinaten 52° 57′ 21″ NB, 5° 59′ 23″ OL, heeft de volgende schaalverdeling:
| Diepte -mv     | Kleur | Beoordeling    |
| -------------- | ----- | -------------- |
| 0 tot 40 cm    | Rood  | te nat         |
| 40 tot 100 cm  | Groen | gunstig        |
| 100 tot 180 cm | Geel  | minder gunstig |
| 180 tot 200 cm | Rood  | te droog       |

Op de foto staat de blauwe kolom op -155 cm, (gele zone). Dit betekent dat het grondwater te laag staat.